# Австрегальный суд
Австрегальный суд — специальный суд в Германии.
Недостаток твёрдого и сильного судоустройства в Германии, коренившийся главным образом в слабости императорской власти, особенно после падения Гогенштауфенов, побуждал государей, прелатов, города и рыцарей, преимущественно в Южной Германии, неоднократно заключать между собой разные договоры, имевшие целью назначение третейских судей для происходивших внутренних распрей, чтобы достигать таким образом или полюбовного прекращения их, или сообразного с законами решения. Этому давалось название Austräge.
Такие суды назначались, например, в 1424 для решения распрей между курфюрстами. Когда же кулачному праву и самоуправству, известному под громким именем Fehderecht, положен был предел признанием вечного земского мира (1495), то почувствовалась необходимость создать общий верховный суд для разбирательства пререканий между принадлежащими к империи государями: таким образом возникла имперская судебная палата (Reichskammergericht). Впрочем, имперские чины ещё удержали за собой свои прежние австрегальные суды и право учреждать их по договорам и на будущее время. Вследствие этого существовали австрегальные суды законные, то есть основанные на общем праве, и произвольные, то есть основанные на договоре; но были также австрегальные суды привилегированные, то есть такие, которые император предоставлял большей части имперских городов и другим составным частям империи. В Рейнском союзе решение распрей было возложено на союзное собрание, которое, однако, никогда не могло осуществиться. В Германском союзе эта судебная власть по делам о распрях между членами союза также была возложена на союзное собрание, которое должно было все распри оканчивать полюбовно, через своих комиссаров, а в случае необходимости решения по закону — учредить австрегальную инстанцию.
Австрия и Пруссия старались ещё на Венском конгрессе установить постоянный суд для этих важных дел; но другие государства предпочли учреждение непостоянное, которому дано было дальнейшее развитие решениями союзного сейма от 16 июня 1817 и от 3 августа 1820, равно как заключительными актами Венского конгресса. Сущность учреждения состояла в том, что сторона — ответчик предлагала жалующейся стороне трёх беспристрастных членов союза для выбора одного из них и этот выбор в случае колебания заинтересованной стороны брало на себя само союзное собрание. Тогда верховный суд избранного союзного государства должен был приступить к рассмотрению и решению распри по заведённому у него судебному порядку, от имени и вместо союзного собрания, и затем объявить свой приговор, причём возобновление дела могло быть допущено только на случай представления новых доказательств. Об исполнении приговора имело попечение союзное собрание на основании экзекуционного положения от 3 августа 1820 г. Заключительные акты Венского конгресса ещё значительно расширили эту австрегальную судебную власть союзного собрания, распространив её и на те случаи, когда требования частных лиц не могли быть удовлетворены по той причине, что обязанность удовлетворения была спорным вопросом между несколькими членами союза.
Определением союзного собрания от 19 июня 1823 австрегальное судопроизводство установлено было точнее, а два другие определения, от 7 октября 1830 и от 28 февраля 1833, установили отдельные процессуальные действия при этом судопроизводстве. В общем заседании союзного собрания 30 октября 1834 г. единогласно принято определение об учреждении особого третейского суда для дополнительного рассмотрения недоразумений между правительствами и государственными чинами, которым могут пользоваться и члены союза для решения происходящих между ними распрей. Но практического применения этот суд никогда не получал, потому что его состав не давал земским чинам никакой серьёзной гарантии относительно беспристрастного судопроизводства.
В конце XIX века по уложению Германской империи (ст. 76) распри между различными союзными государствами, не имеющие частного характера и не относящиеся к ведению подлежащих судебных властей, по желанию одной из сторон рассматриваются союзным советом, и если последнему не удастся решить дело дипломатическим путём, то оно оканчивается изданием имперского закона.